# Pulkovo Aviation Enterprise
A Pulkovo Aviation Enterprise é uma das mais antigas empresas aéreas da União Soviética, com suas origens remontando a 1932. Por décadas, após a Segunda Guerra, esteve incorporada à Aeroflot. Com o fim da União Soviética, a companhia tratou de buscar sua independência da estatal Aeroflot. Começou logo a se desenvolver, fazendo-lhe até concorrência. Chegou a 30 cidades servidas em vôos domésticos, bem como serviços para mais de 20 países europeus.
Em 29 de outubro de 2006 fundiu-se à Rossyia Airlines.